# Lamanère
Lamanère (in catalano La Menera) è un comune francese di 56 abitanti situato nel dipartimento dei Pirenei Orientali nella regione dell'Occitania. È il comune più meridionale della Francia continentale, escluso quindi la Corsica e i dipartimenti d'oltremare

## Società

### Evoluzione demografica
Abitanti censiti